# Melchior Joller

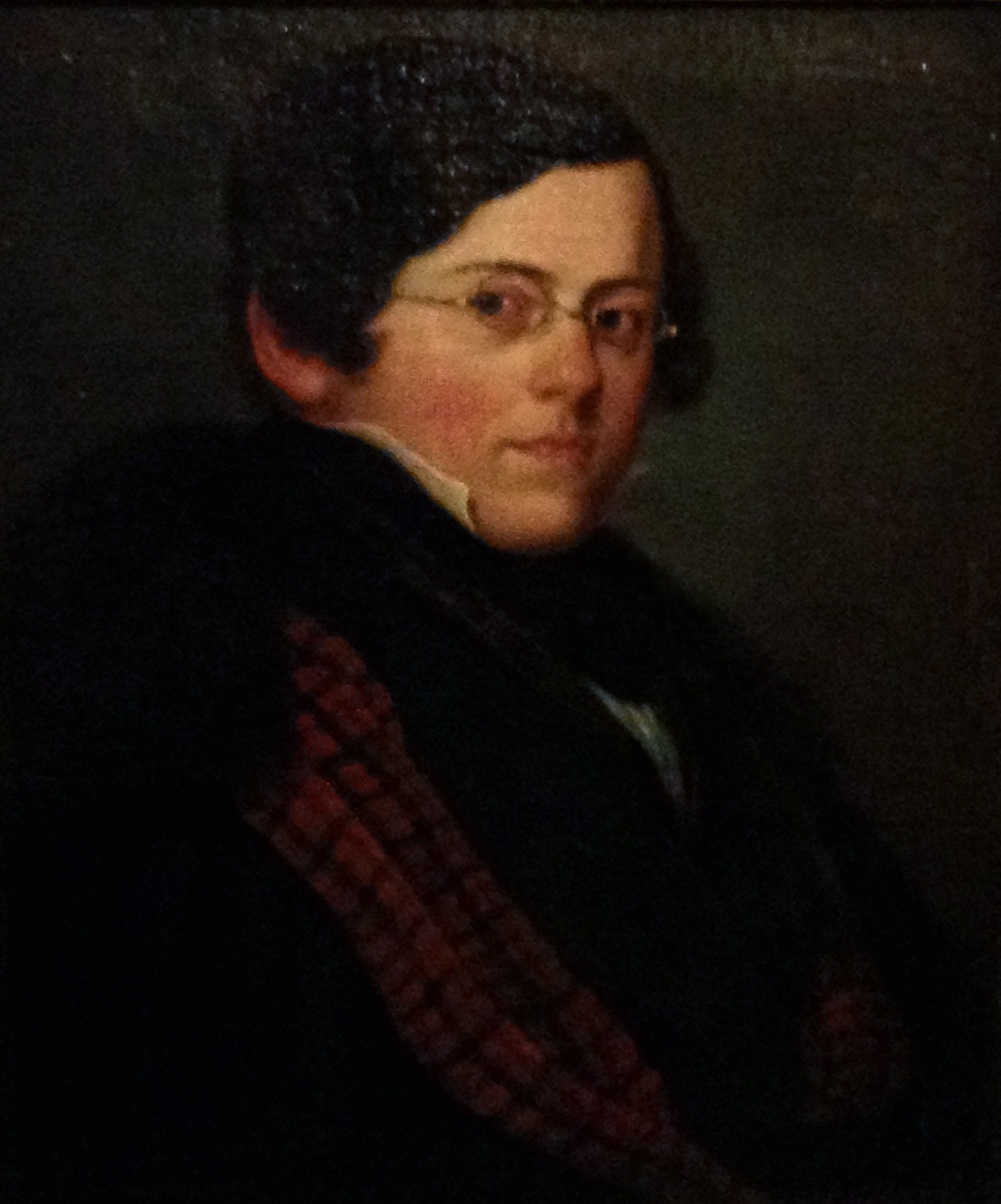
Portrait

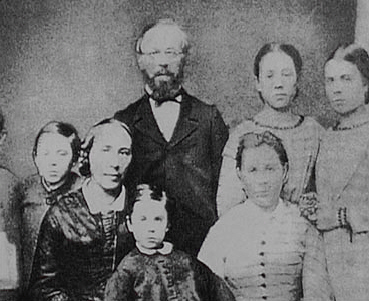
Melchior Joller und seine Familie

Melchior Joller (* 1. Januar 1818 in Stans; † 9. November 1865 in Rom) war ein Schweizer Publizist und Politiker.

## Leben
Melchior Joller wurde am 1. Januar 1818 als Sohn des Landwirts und katholischen Kirchenmeiers Jakob Joller geboren; seine Grossmutter war Veronika Gut. Sein Heimatort war Dallenwil. Im Jahr 1842 heiratete er Karoline Wenz, Tochter des Bernhart Wenz, der als Schreiber in Freiburg im Breisgau tätig war. Aus dieser Ehe gingen sieben Kinder, darunter Alfred Joller, hervor.
Beruflich war er ab 1841 als Fürsprecher in Stans tätig und vertrat die freisinnigen Politik. Im Jahr 1845 übernahm er den elterlichen Hof in Stans. 1844 war er Mitbegründer der «Nidwaldner Wochenblattes», das auf Drängen der Geistlichen nach der 13. Ausgabe verboten wurde. Nach der Niederlage des Sonderbundes konnte er das Wochenblatt von 1848 bis 1857 wieder verlegen. Bei den Parlamentswahlen 1857 wurde er überraschend in den Nationalrat gewählt, schaffte aber die Wiederwahl 1860 nicht. Wegen der mysteriösen Erscheinungen in seinem Wohnhaus, die er in seinem veröffentlichten Tagebuch beschrieb, verliess er 1862 Stans, um über Zürich 1865 nach Rom zu ziehen. Dort starb er am 9. November 1865 desillusioniert und verarmt.

## Spukgeschichte
Bekannt wurde Joller durch sein Tagebuch über angebliche mysteriöse Erlebnisse von Geistern und Spuk in seinem Haus ab Mitte August 1862. Die Vorfälle im Haus, in dem Joller geboren und aufgewachsen war, sind bis heute nicht wissenschaftlich geklärt. Joller zog wegen der beängstigenden Vorfälle und des Aufsehens, das diese erregten, mit seiner Familie zuerst nach Zürich, später nach Rom. Nach dem Wegzug Jollers soll es im Haus ruhig geblieben sein.
Über Das Spukhaus von Stans drehte Volker Anding im Jahr 2003 einen Film, der Jollers Behauptungen zum Ausgangspunkt nimmt und zu klären versucht, was in Jollers Haus tatsächlich vorging. Auch in der Sendung schweizweit, die am 3. Dezember 2004 auf 3sat gezeigt wurde, stand das Spukhaus von Stans im Mittelpunkt. Das Jollerhaus wurde im Februar 2010 abgerissen.

## Veröffentlichung
- Darstellung selbsterlebter mystischer Erscheinungen. Hanke, Zürich 1863.
Neuauflage unter Redaktion von Brigitt Flüeler: edition b., Stans 2007, ISBN 978-3-033-00961-5.